# CVX (大韓民国海軍)
CVX（英語: CV eXperimental）は、大韓民国海軍の航空母艦（軽空母）建造計画。当初は独島級の後継となる強襲揚陸艦の建造計画として、LPX-IIと称されていたが、2021年2月に現在の計画名に変更された。

## 計画
1995年4月1日、安炳泰大将が第24代大韓民国海軍参謀総長に就任するにあたって要望事項としたのが「外洋海軍建設準備」だったが、このためには機動部隊の指揮・統制や3次元的な水陸両用作戦、海上航空作戦の支援能力を備えた艦船が必要と考えられた。このための「大型輸送艦」（대형수송함, LPX）として建造されたのが独島級揚陸艦であり、2005年7月に1番艦、また2018年5月には改良を加えた2番艦が進水した。
2番艦の建造と並行して、更に航空運用能力を強化した艦の建造も模索されており、2019年7月、国防部が2026年以降の戦力導入計画として発表した「長期戦力所要」において、軽空母建造事業が盛り込まれた。その後計画は前倒しされ、同年8月14日に発表された「2020-2024年国防中期計画」において、この期間内に行う新規事業として「大型輸送艦-II」（LPX-II）が盛り込まれた。これは排水量約40,000トン、S-70級の艦載ヘリコプターであれば28機を搭載するほか、F-35B戦闘機を最大16機搭載して、揚陸艦としての作戦だけでなく軽空母としての作戦も可能なように計画されていた。また同年10月16日には、現代重工業（HHI）が韓国海軍から「STOVL（短距離離陸・垂直着陸）タイプの戦闘機を運用可能な大型輸送艦の実現に向けた概念設計技術の研究事業」を受注したことを発表した。納期は2020年後半であり、同社は「今月中にも概念設計に着手する」と発表した。2022年に基本設計を始め、2026年起工、2033年就役を予定していた。
2021年2月には計画名が正式にCVXに変更され、バブコック・マリーンやBAEシステムズ、タレス社の支援を受けて、韓国企業が開発を進めていると報じられた。CVX計画艦は、イギリス海軍のクイーン・エリザベス級などと同様にアイランド（艦橋構造物）を2つに分割し、ここには次期駆逐艦（KDDX）と同型のSバンド・フェーズドアレイレーダーを設置する計画である。同年6月にBEXCO（釜山）で開催された国際海洋防衛産業展（MADEX）では、海軍当局のほか、HHIおよび大宇造船海洋（DSME）もそれぞれの案による模型を展示した。HHIの案はバブコック社が設計の半分以上を担当しており、満載排水量45,000トン・全長270メートル、飛行甲板前端部にスキージャンプ勾配を備え、F-35戦闘機の搭載数は格納庫内に8機、飛行甲板上に16機とされた。一方、DSMEの案は排水量45,000トン・全長263メートルで、スキージャンプ勾配は省かれており、F-35戦闘機の搭載数は格納庫内に12機、飛行甲板上に16機とされた。またDSMEの案についても、イタリア海軍の「トリエステ」の建造経験を踏まえて、フィンカンティエリ社がコンセプト開発に参加することになった。
2022年、文在寅大統領が下野すると同政権が推進してきた軽空母建造計画も見直しが始まった。8月30日に発表された2023年度の国防予算要求には、CVXの関連予算が盛り込まれなかった。

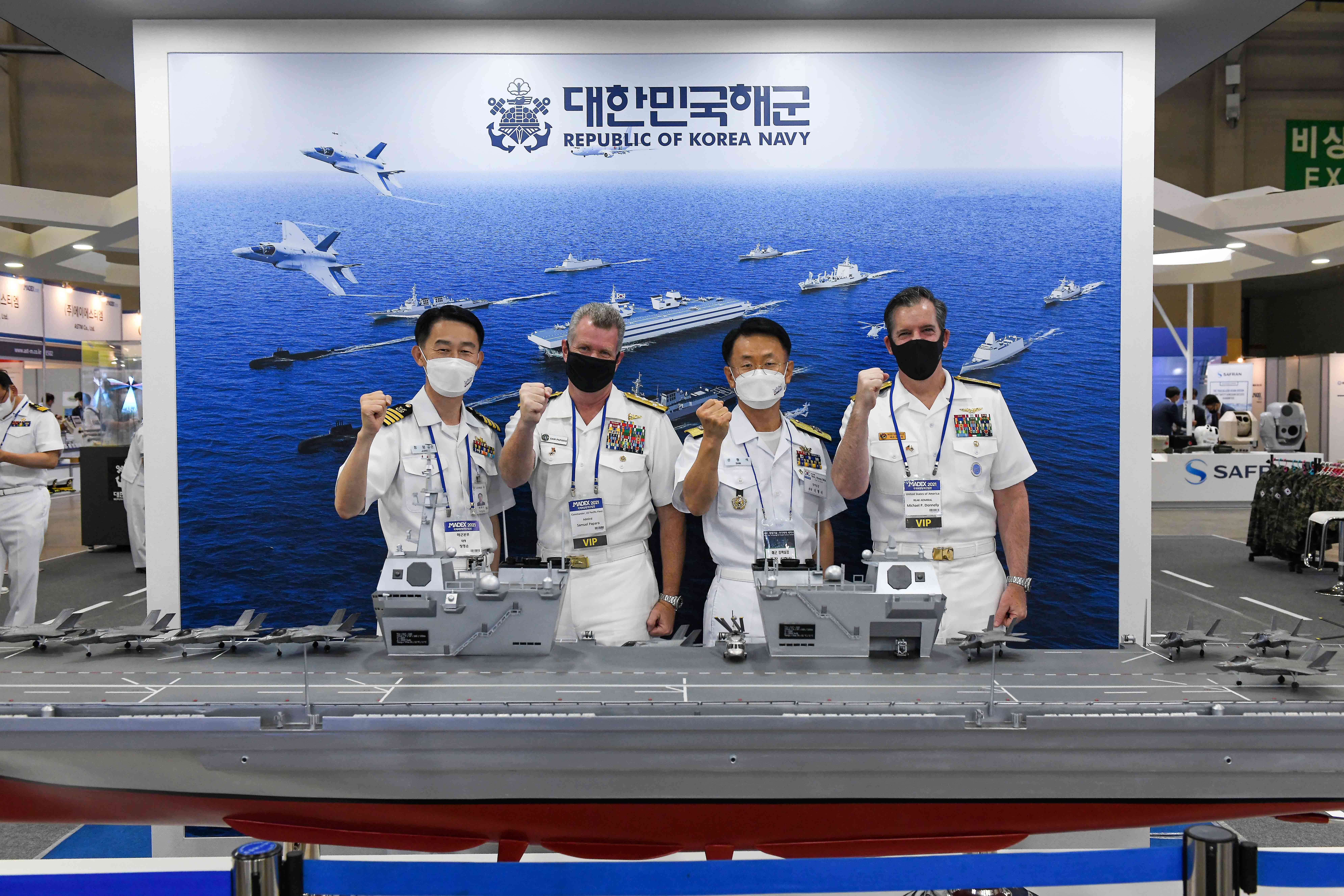
MADEX 2021で海軍当局が展示した模型
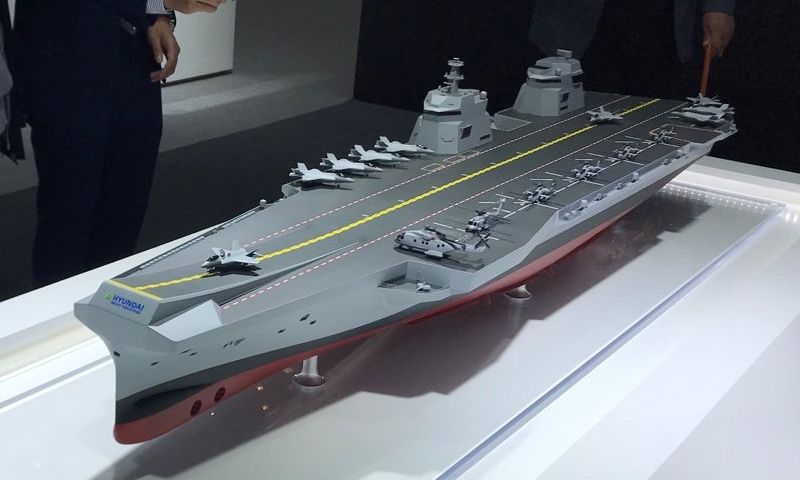
MADEX 2021でHHIが展示した模型